# La Nuit du verre d'eau
Pour plus de détails, voir Fiche technique et Distribution.
La Nuit du verre d'eau est un film franco-libanais réalisé par Carlos Chahine et sorti en 2023.

## Synopsis
Le film raconte l'histoire d'une femme qui a accepté un mariage arrangé et qui, malheureuse avec son époux, se tourne vers un amant. Son fils, très jeune, soupçonne une relation adultère ; il est tiraillé entre son amour pour sa mère et son identification à son père. 
La jeune femme essaie d'obtenir de ses parents qu'ils ne reproduisent pas la même erreur avec sa soeur cadette. 
La crise de 1958 au Liban se déroule à l'arrière-plan de la crise familiale.

## Fiche technique
- Titre : La Nuit du verre d'eau
- Réalisation : Carlos Chahine
- Scénario : Carlos Chahine
- Photographie : Thomas Bataille
- Montage : Gladys Joujou
- Production : Hannah Taïeb, Chantal Fischer, Gilles et Cyrille Perez, Sabine Sidawi Hamdan
- Société de production : L'Autre rivage, 13 Productions
- Distribution : Jour2Fête et JHR Films
- Pays de production :  France,  Liban
- Genre : Drame
- Durée : 83 minutes
- Dates de sortie :
  - France : 14 juin 2023

## Distribution
- Marilyne Naaman : Layla
- Antoine Merheb Harb : Charles
- Nathalie Baye : Hélène
- Pierre Rochefort : René
- Tala Jurdi : Boutros